# Karel Dvořák (publicista)
Karel Dvořák (26. března 1911, Rynholec - 13. května 1988, Praha) byl český spisovatel, novinář, divadelník a překladatel. Mimo jiné je autorem řady monografií o českých fotografech.

## Spisy
- Ladislav Sitenský : fotografie, Brno : Dům umění města Brna, 1988 - katalog výstavy
- Československo : Príroda a umenie, fotografie Jiří Havel ; text Karel Dvořák, Martin : Osveta, 1988
- Miloslav Stibor : fotografie, Opava : Dům umění, 1987 - katalog výstavy
- Jiří Havel: Krkonoše = Krkonoše = Riesengebirge = The Giant Mountains, uspořádal a úvod napsal Karel Dvořák, Praha : Olympia, 1986
- Koně formule 1/1, fotografie Pavel Dias, text Antonín Jelínek, předmluva Karel Dvořák, Praha : Pressfoto, 1985
- Miloslav Stibor : Fotografie, text Karel Dvořák, Ostrava : Profil, 1984
- Vilém Heckel : výběr fotografií z celoživotního díla, výběr fotografií a text Karel Dvořák, Praha : Panorama, 1982
- Pohledy na svět : Karel Gottstein - 66x bednaflex, fotografie Karel Gottstein, předmluva Miroslav Horníček, doslov Karel Dvořák, Ústí nad Labem : Severočeské nakladatelství, 1980
- Karel Kuklík : Fotografie, text Karel Dvořák, Praha : Galerie hlavního města Prahy, 1979 - katalog výstavy
- Martin Martinček, text Karel Dvořák, Praha : Pressfoto, 1979
- Zdenko Feyfar text Karel Dvořák, Liberec : Severočeské muzeum v Liberci, 1973 - katalog výstavy
- Trn 67 : Humoristický občasník, redaktor Karel Dvořák, Havlíčkův Brod : Haškova Lipnice, 1967
- Pardubice, fotografie Slávek Pravec, text Karel Dvořák, Havlíčkův Brod : Východočeské nakladatelství, 1966
- Trn 66, uspořádal Karel Dvořák, Havlíčkův Brod : Haškova Lipnice, 1966
- Photoreview 1964, fotografie: různí autoři, editoři Miloš Hrbas a Karel Dvořák, Praha : Artia, 1964
- Pražské jaro, fotografie Miroslav Peterka, text Karel Dvořák, Praha : Orbis, 1964
- Město v městě zrozené, text Karel Dvořák, fotografie J. Horyna, E. Lederer a Karel Dvořák, ilustrace Jiří Schmidt, Havlíčkův Brod : Východočeské nakladatelství, 1962
- Svatbické povídačky, Havlíčkův Brod : Krajské nakladatelství, 1961

### Divadelní hry
- Svatba s delegátkou : Veselohra se zpěvy o 6 obrazech, hudba Arnošt Košťál, Praha : ČDLJ, 1952
- Boženka přijede : Veselohra o 3 dějstvích, hudba Arnošt Košťál, Praha : Umění lidu : Divadelní ústředí, 1949

### Básně
- V kameni vepsáno, ilustrace Luboš Kopáč, Pardubice : Miloslav Bízek, 1941